# Коротова, Зинаида Фёдоровна
Зинаида Фёдоровна Коротова (род. 5 апреля 1936, Москва) — советская гребчиха. Заслуженный мастер спорта СССР (1963).
Представляла общества «Крылья Советов» и «Труд» (Москва).
Девятикратная чемпионка СССР (1955, 1956, 1957, 1958, 1959, 1960, 1961, 1962, 1963) в составе восьмёрки.
Восемь раз завоёвывала золото на чемпионатах Европы (1955, 1956, 1957, 1958, 1959, 1960, 1961, 1962) в составе восьмёрки.
Награждена орденом «Знак Почёта».